# مهرداد بيت آشور
مهرداد بیت‌ آشور (مواليد 1 فبراير 1987) هو لاعب كرة قدم. يلعب مع منتخب إيران لكرة القدم. سبق له أن لعب في كأس العالم لكرة القدم مع منتخب بلاده.